# Фёдор Видяев (плавучая база)
Фёдор Видяев — советская плавучая база подводных лодок проекта 310 (обозначение НАТО Don-class) Северного флота, Черноморского флота ВМФ СССР. В переменном составе 5-й Средиземноморской эскадры кораблей ВМФ.

## ТТХ
Предназначена для базирования четырёх подлодок проектов 611 и 613. Была способна обеспечить навигационный и аварийный ремонт корпуса, механизмов и вооружения. Имелось хранилище на 42 торпеды 533-мм. В носовой оконечности размещался 100-тонный кран. Оборонительное вооружение включало четыре 100-мм артустановки Б-34УСМА и четыре спаренные 57-мм автомата ЗИФ-31Б. На последней плавбазе успели установить даже ЗРК «Оса-М». На двух плавбазах (пр.310М) кормовые 100-мм орудия были сняты и вместо них размещена вертолётная площадка.
На «Магомеде Гаджиеве», «Фёдоре Видяеве» установлен комплекс космической связи «Кристалл-К».
- Водоизмещение: 7150 (5030) т.
- Размеры: длина — 137,2 м, ширина — 16,8 м, осадка — 6,5 м.
- Скорость полного хода: 16 узлов.
- Дальность плавания: 3000 миль при 12,5 узлах.
- Силовая установка: дизельная-электрическая, 2х2000 л. с.
- Грузоподъемность: 42 торпеды калибра 533 мм.
- Вооружение: 4х1 100-мм артустановки Б-34УСМА, 4х2 57-мм артустановки ЗИФ-31Б (2 — после модернизации).
- Экипаж: 350 чел. + 394 чел. экипажей ПЛ и походного штаба[1].

## Служба
Плавучая база подводных лодок «Фёдоре Видяеве» была заложена по проекту 310 на ССЗ № 444 им. И. Носенко в Николаеве (заводской № 615) 24 марта 1956 года. Названа в честь советского подводника, командира подводной лодки «Щ-422» Северного флота Видяева Фёдора Алексеевича.
Была спущена на воду 26 апреля 1957 года, вступила в строй Северного флота 30 сентября 1958 года. Базировалась на Ура-Губу.
Бортовые номера: В-510 (1958), 039, 867, 833, 913 (1972), 917 (1973?), 920 (1973), 923 (1973), 932 (1974), 905 (1976), 939 (1981), 979 (1987), 916, 800, 879, 877 (1993).
С июля 1962 года в составе 20-й эскадры подводных лодок формирующейся для базирования на Кубе в ходе операции «Анадырь». В эскадру входили 69-я бригада подводных лодок, 18-я дивизия подводных лодок, плавбазы «Дмитрий Галкин», плавбаза «Федор Видяев» и 5-я отдельная техническая позиция.
Имея большие кубрики и несколько классов использовалась для учебных походов больших групп курсантов военно-морских училищ.
С сентября 1973 года по август 1974 года «Фёдор Видяев» находился в Средиземном море, обеспечивая годичную боевую службу семи подводных лодок 69-й БрПЛ, на борту находился штаб бригады.
В 1974 году плавбаза «Фёдор Видяев» при входе в порт Александрию под буксирами при сильном ветре навалилась на якорь-цепь кипрского транспорта «Виви», подтянула его к себе и своим бортом свернула ему форштевень до 1,5 м. Капитан «Виви» заявил морской протест.
В сентябре 1976 года плавбаза «Федор Видяев» в сопровождении сторожевика и подводной лодки заходила на рейд Бизерты (Тунис) с визитом дружбы.
В 1977 году проходил ремонт в порту Тиват (Югославия).
С сентября 1987 года плавбаза была переведена с Северного на Черноморский флот.
Выполняла задачи в Средиземном море в переменном составе 5-й Средиземноморской эскадры кораблей ВМФ. Несла походный штаб 51 обпл. Была флагманским кораблём и несла штаб 5-й Средиземноморской эскадры кораблей ВМФ.
ПБПЛ «Федор Видяев» была выведена из строя флота 8 июля 1996 года. Разделана на металл на судоразделочной базе Крымского объединения «Крымвторчермет» в Инкермане.